# Fragments of Freedom
Fragments of Freedom è il terzo album in studio del gruppo musicale britannico Morcheeba, pubblicato il 1º agosto 2000 dalla Sire Records e dalla Warner Bros. Records.

## Descrizione
Prodotto da Paul e Ross Godfrey insieme a Pete Norris, Fragments of Freedom ha segnato una svolta nella carriera dei Morcheeba, presentando il gruppo musicale in una veste più matura con canzoni dal clima più spensierato rispetto ai toni prevalentemente malinconici e cupi dei dischi d'esordio, quali Who Can You Trust? (1996) e Big Calm (1998). L'album infatti si allontana dal trip hop, genere che aveva caratterizzato la cifra stilistica del complesso artistico, per dare spazio a sonorità tipiche dell'hip hop e del funk, sottolineate dalle collaborazioni con i rapper Mr. Complex, Biz Markie e Bahamadia. Il 29 agosto 2000 in un'intervista concessa a MTV, Paul Godfrey a proposito dell'evoluzione del gruppo, relativamente al suo stile musicale ha affermato:

Successivamente, il 10 agosto 2001 in un'intervista rilasciata sempre da Paul Godfrey al quotidiano britannico The Guardian, viene esplicitato che la fonte ispiratrice dell'album siano state le frequenti rotazioni musicali trasmesse da MTV che guardavano nelle camere di hotel in cui soggiornavano durante la tournée intrapresa in sostegno della promozione del precedente album  Big Calm:

## Promozione
L'annuncio della pubblicazione dell'album risale al 24 maggio 2000, data in cui il gruppo musicale ha rivelato il titolo e la lista tracce del nuovo progetto discografico. Il primo singolo estratto dall'album è stato Rome Wasn't Built in a Day, entrato in rotazione radiofonica il 5 luglio anticipando la pubblicazione del disco. Come secondo singolo è stato scelto il brano Be Yourself, lanciato sul mercato a partire dal 30 ottobre. Il 20 febbraio 2001, infine, è stato pubblicato come terzo ed ultimo singolo il brano World Looking In.

## Accoglienza
| Recensione          | Giudizio |
| ------------------- | -------- |
| AllMusic            |          |
| The A.V. Club       |          |
| Billboard           |          |
| The Guardian        |          |
| New Musical Express |          |
| Pitchfork           |          |
| Rolling Stone       |          |

Su Metacritic, che assegna un voto in base 100 raccogliendo le varie recensioni delle principali testate giornalistiche, Fragments of Freedom ha ricevuto un voto di 62/100 basato su 16 recensioni.
Scrivendo per il The A.V. Club, Joshua Klein da un'opinione positiva sull'album, scrivendo che «il disco flirta con dozzine di stili, con così tanta diversità da traccia a traccia che l'album non crea mai abbastanza slancio artistico. Diversi momenti però sono più che degni dell'eredità della gruppo». Tom Moon scrive per Rolling Stone che «i ritornelli possono essere leggeri (Io e te dovevamo essere), ma i tocchi musicali che circondano Love Is Rare (in particolare le sonorità della chitarra di Ross Godfrey) e la voce da sogno di World Looking In sono abbastanza forti da trasportare anche gli stanchi cliché» notando che «raramente la parte superficiale sembra così ricca di personalità». Al Shipley invece per Pitchfork critica l'album commentandolo «non meno piatto, liscio o prodotto in serie rispetto alla sua custodia» e affermando che c'erano «potenzialità e abilità» ma nessuna «personalità o creatività», aggiungendo che «i cantanti di supporto ora affollano la voce di Skye Edwards, una volta sottile e distintiva, oscurando l'unico fascino eccezionale del complesso», similarmente a Robert Christgau che ha definito il disco un «disastro» sul The Village Voice.

## Tracce
Testi e musiche di Paul Godfrey, Ross Godfrey e Skye Edwards, eccetto dove indicato.
1. World Looking In – 4:06
2. Rome Wasn't Built in a Day – 3:34
3. Love Is Rare – 4:03
4. Let It Go – 4:43
5. A Well Deserved Break – 2:12
6. Love Sweet Love (feat. Mr. Complex) – 3:57
7. In the Hands of the Gods (feat. Biz Markie) – 1:40
8. Shallow End – 3:51
9. Be Yourself – 3:13
10. Coming Down Gently – 4:18
11. Good Girl Down (feat. Bahamadia) – 3:26 (Paul Godfrey, Ross Godfrey, Skye Edwards, Antonia Reed)
12. Fragments of Freedom – 5:06

Contenuto multimediale nell'edizione speciale
1. Making of Fragments of Freedom (CD ROM Short Film)

Traccia bonus nell'edizione giapponese
1. Frogmarched to Freedom – 4:55

## Formazione
Gruppo
- Skye – voce
- Paul Godfrey – arrangiamento, base musicale, programmazione, scratch, batteria, cori, percussioni
- Ross Godfrey – arrangiamento, chitarra, organo Hammond C3, clavinet D6, wurlitzer, Fender Rhodes, school piano, basso, cori, percussioni, sintetizzatore

Altri musicisti
- Derek Green – coro (tracce 1-6 e 8)
- Steve Bentley-Klein – violino (tracce 2-4, 8, 9 e 11), tromba (tracce 3 e 4), pianoforte elettrico (tracce 8 e 11), pianoforte (tracce 9 e 11), mandolino (traccia 12)
- Steve Gordon – basso (tracce 2, 5, 6, 9 e 10)
- Martin Carling – batteria (tracce 2, 3, 6, 8, 9 e 11)
- Dee Lewis – coro (tracce 2, 4 e 6)
- Dan Colgan – organo Hammond (tracce 2 e 10), pianoforte elettrico (traccia 10)
- Joy Rose – coro (tracce 2 e 11)
- Paul Jason Fredericks – coro (traccia 2)
- Steve Sidwell – tromba (traccia 2)
- Chris White – sassofono (traccia 2)
- Mario Castronari – contrabbasso (tracce 2 e 11)
- Weston Foster – coro (traccia 4)
- Mr. Complex – voce aggiuntiva (traccia 6)
- DJ Crossphader – stratch (traccia 6)
- Biz Markie – voce aggiuntiva (traccia 7)
- Natalia Bonner – violino (tracce 8, 9 e 11)
- Noel Vine – violino (tracce 8, 9 e 11)
- DJ First Rate – stratch (traccia 9)
- Adam Jarrett – coro (traccia 9)
- Tony Wall – coro (traccia 9)
- Bahamadia – voce aggiuntiva (traccia 10)

Produzione
- Paul Godfrey – produzione, missaggio
- Ross Godfrey – produzione, missaggio
- Pete Norris – produzione, missaggio, programmazione sintetizzatore
- Derek Green – produzione vocale aggiuntiva

## Classifiche

### Classifiche settimanali
| Classifica (2000)         | Posizione massima |
| ------------------------- | ----------------- |
| Australia                 | 11                |
| Austria                   | 13                |
| Belgio (Fiandre)          | 47                |
| Belgio (Vallonia)         | 42                |
| Francia                   | 10                |
| Germania                  | 19                |
| Irlanda                   | 16                |
| Italia                    | 3                 |
| Norvegia                  | 7                 |
| Nuova Zelanda             | 15                |
| Regno Unito               | 6                 |
| Stati Uniti               | 113               |
| Stati Uniti (heatseekers) | 1                 |
| Svezia                    | 53                |
| Svizzera                  | 7                 |
| Ungheria                  | 31                |

### Classifiche di fine anno
| Classifica (2000) | Posizione |
| ----------------- | --------- |
| Italia            | 29        |
| Nuova Zelanda     | 43        |
| Regno Unito       | 96        |
| Svizzera          | 66        |